# REBO Lighting & Electronics

Die REBO Lighting & Electronics GmbH (bis 2017 Truck-Lite Europe GmbH und bis 2008 FER Fahrzeugelektrik GmbH) ist ein Automobilzulieferer und gehört mit ca. 400 Mitarbeitern seit dem Jahr 2017 zur BOAO Group mit Sitz in Chongqing/China. Die Unternehmensgruppe beschäftigt in 10 Tochtergesellschaften 5.500 Mitarbeiter an 13 Standorten weltweit. Davon existieren 3 REBO-Standorte. In Ann Arbor, Michigan/USA befindet sich ein Entwicklungs- und Fertigungsstandort für Innenleuchten, diverse Kleinleuchten und Ambientebeleuchtung. Am chinesischen Standort in Chongqing werden Leiterplatten, Kabel und diverse Innen- und Außenleuchten gefertigt. Der Sitz des deutschen Standortes befindet sich im Eisenacher Stadtteil Stockhausen, dort werden komplexe Innenleuchtensysteme, Außenbeleuchtung (z. B. Bremsleuchten), diverse Kleinleuchten und Ambientebeleuchtung entwickelt und gefertigt.

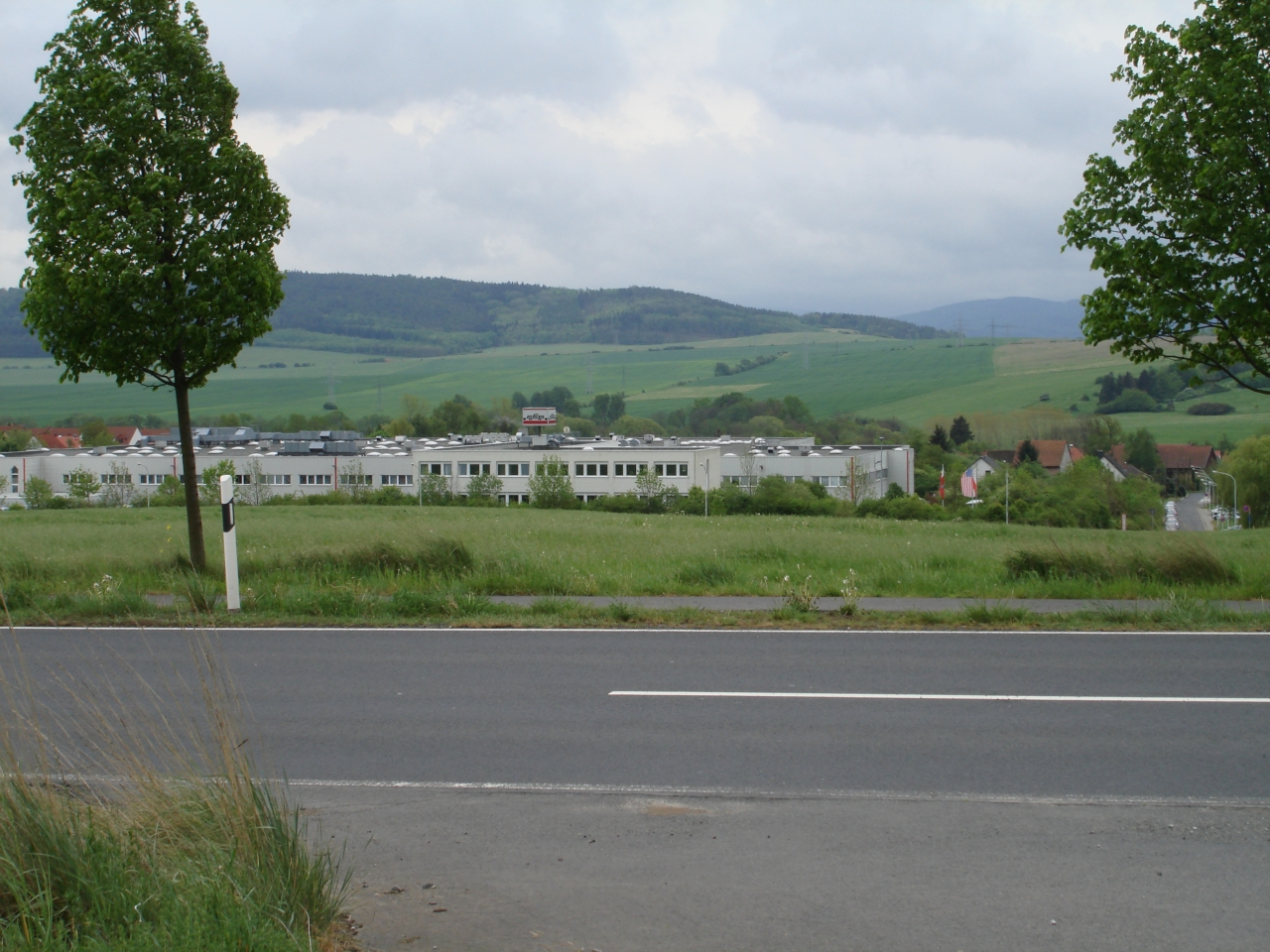
Gebäude der REBO Lighting & Electronics GmbH in Stockhausen

## Produkte
Das Produktprogramm besteht aus Beleuchtung für Kraftfahrzeuge. In der Vergangenheit wurden neben Beleuchtungseinrichtungen auch Signalhörner, Sensoren und Kabelbäume gefertigt, die allerdings nicht mehr zum Produkt-Portfolio gehören. Im Jahr 1998 fertigte das Unternehmen die ersten Blinkleuchten, welche in den Außenspiegeln integriert wurden. 2002 wurde durch das Unternehmen das erste fluoreszierende Kennzeichenschild der Welt entwickelt, welches erstmals beim Volkswagen Oberklassemodell Phaeton eingebaut wurde.
Das aktuelle Produkt-Portfolio umfasst die Fertigung von hochgesetzten Bremsleuchten, Innenleuchten (z. B.: Dachmodule, Make-up-Leuchten & Kofferraumleuchten), Spiegelblink- und Seitenmarkierungsleuchten, Kleinleuchten (z. B.: Kennzeichenleuchten) und Ambientebeleuchtung.

## Geschichte
Das Unternehmen basiert ursprünglich auf einer als Familienbetrieb „Otto Schlothauer und Söhne OHG“ 1868 in Ruhla gegründeten Firma, die Pfeifenrohre, Meerschaumware und Holzartikel produzierte und der 1907 gegründeten Fabrik „Metallwerk Alfred Schwarz“ aus Eisenach. Diese beiden Unternehmen wurden zur FER verschmolzen, die ihre Produkte unter dem Markennamen „MELAS“ vertrieben. Dieses Unternehmen spezialisiert sich auf die Herstellung von Karbid- und Petroleumleuchten, Ballhupen, Werkzeugen für Automobile, Motor- und Fahrräder, Kerzenlampen für Pferdedroschken sowie manuell betriebenen Scheibenwischern. Zum Produktportfolio gehörten auch Laternen für Reedereizwecke, Luftpumpen, Pedalen, Glocken u. a. Teile.
Nachdem im Laufe der Zeit die Abnehmer immer mehr elektrische Zubehörteile orderten, wurde sowohl die Entwicklung von fahrzeugelektrischen Produkten und deren Produktion in den Mittelpunkt der Firmenaktivitäten gestellt. Hauptprodukte der damaligen Zeit waren elektrische Schluss,- Begrenzungs- und Stopleuchten, Autowinker, Nummernschilder- und Nummernschildbeleuchtung, Signalanlagen, Frostschutzscheiben, Schalter, Scheibenwischeranlagen und elektrische Fahrradbeleuchtung. Bereits um 1925 wurden diese MELAS-Produkte zu 40 % in europäische Länder und nach Australien exportiert.
In der Zeit des Zweiten Weltkrieges wurde die Produktion auf kriegswichtige Rüstungsgüter umgestellt, was in der Folge eine Zerstörung der Werksanlagen in Ruhla und Eisenach zum Kriegsende 1945 zur Folge hatte. Nach Kriegsende wurden beide Unternehmensstandorte unter Zwangsverwaltung der Besatzungsmächte gestellt. Am 17. Juli 1946 wurden diese als „Elektrowerk Schlothauer“ reaktiviert und unter Kontrolle der SAG „Sowjetische Elektrotechnische AG“ gestellt, welche auch von einem sowjetischen Direktor geführt wurde. 1947 wurde das Werk in Eisenach in das Eigentum des Landes Thüringen gestellt und mit Wirkung vom 1. Juli 1948 als VEB zum Volkseigentum umgewandelt, das fortan unter dem Namen "VEB Elektro-Fahrzeugzubehör" betrieben wurde und das Markenzeichen "MELAS" fortführte. Ab 1950 wurde auch das Werk volkseigen und nannte sich nun "VEB Elektroarmaturenwerk Ruhla". Nach einigen Strukturveränderungen erfolgten weitere Betriebsfirmierungen. 1958 wurden die Werke "VEB Elektrische Fahrzeugausrüstung Ruhla" (EFR) und "VEB Auto- und Fahrradelektrik Eisenach" (AUFA) zum "VEB Fahrzeugelektrik Ruhla" (FER) wieder zusammengelegt. Der Stammbetrieb und die Betriebsführung waren in Ruhla angesiedelt.
Durch stetiges Anwachsen vor allem des Exportanteils in z. B. RGW-Länder und die Bundesrepublik Deutschland wurde 1968 das „Kombinat VEB Fahrzeugelektrik Ruhla“ gebildet, welches zu dieser Zeit ca. 2850 Mitarbeiter beschäftigte. Bis in die 1980er Jahre steigt die Mitarbeiterzahl kontinuierlich auf mehr als 12.000 an, verfügt über etwa 45 Betriebstandorte, überwiegend in Thüringen, Sachsen und Berlin verteilt und war regelmäßiger Zulieferer des VW-Konzerns. Die FER-Produkte wurden in mehr als 50 Länder, Fahrradbeleuchtungen sogar weltweit geliefert.
Nach der politischen Wende in der DDR 1989 wurde auch dieses Kombinat marktwirtschaftlich umstrukturiert und ab März 1990 unter Verwaltung der Treuhandanstalt gestellt. Hierzu erfolgten im April 1990, noch vor der Währungs-, Wirtschafts- und Sozialunion, die Vereinbarung zu einer Errichtung eines Gemeinschaftsunternehmens in Eisenach mit der „Robert Bosch GmbH“ aus Stuttgart und per Mai 1990 wurde der „VEB Fahrzeugelektrik Ruhla“ zur „FER Fahrzeugelektrik GmbH“ umbenannt und in eine Kapitalgesellschaft umgewandelt. Auf der Grundlage des Treuhandgesetzes lösten sich einige Teilbetriebe auf und andere wurden ebenfalls in Kapitalgesellschaften umgebildet. Zu dieser Zeit betrug der Exporterlös in das Nichtsozialistische Wirtschaftsgebiet noch etwa 145,6 Mio. Valuta-Mark (30,6 Mio. DM). Im September 1990 wurde das Gemeinschaftsunternehmen „Robert Bosch Fahrzeugelektrik Eisenach GmbH“ gegründet, wobei die Anteile zu 90 % bei „Bosch“ und 10 % bei „FER“ lagen. Deren Geschäftstätigkeit wurde im November 1990 gestartet.
Am 1. November 1990 wurde durch die Treuhandanstalt ein Aufsichtsrat eingesetzt.
Im Januar 1991 wurde das ursprünglich verselbständigte Werk „Aufa Auto- und Fahrradelektrik GmbH“ als eine 100%ige Tochter in Eisenach neu gegründet. Auf der ersten Aufsichtsratssitzung im März 1991 wurde u. a. das erarbeitete Sanierungs-Privatisierungs-Konzept gebilligt und damit der Beschluss gefasst, das Unternehmen in einem kombinierten MBO/MBI vollständig zu privatisieren.
Am 1. Juli 1992 wurde der Stammbetrieb mit etwa 570 Mitarbeitern des ehemaligen VEB Kombinat Fahrzeugelektrik Ruhla durch die Treuhandgesellschaft MBO/MBI privatisiert. Die ehemaligen Hauptgeschäftsfelder Scheinwerferfertigung und Scheibenwischerfertigung wurden durch Kooperationsverträge der FER mit der Robert BOSCH GmbH an diesen Konzernbetrieb abgegeben. Im Gegenzug übernahm BOSCH etwa 1900 von Arbeitslosigkeit bedrohte Mitarbeiter der FER Stammwerke in Eisenach, Brotterode und Ruhla.
Dank der bereits in der DDR-Zeit entwickelten Wirtschaftskontakte konnte FER mehrere Zweigniederlassungen gründen:
- BEL-FER GmbH, Dzershinsk/Weißrussland (Schließung Ende 2013)
- Truck-Lite Europe Sp.zo.o., Bydgoszcz/Polen (Schließung Ende 2013)
- FER-Mexicana S.de R.L. de D.V., Puebla/Mexiko (Organisatorisch der Truck-Lite LLC in den USA unterstellt)
- DMC-FER, Hanoi/Vietnam (1997, 70 % FER, 30 % DMC – MBO an Auto und Fahrradelektrik GmbH (AUFA))

Seit 2002 gehört die FER-Fertigungsstätte im Gewerbegebiet Stockhausen mit 330 Mitarbeitern zum amerikanischen Truck-Lite-Konzern.
Gefertigt werden vorwiegend Leuchten für sehr viele namhafte deutsche Automobilbauer wie Audi, Daimler, Volkswagen und BMW. Die Produktpalette reicht von der Signal- bis zur Bremsleuchte. Außer Scheinwerfern können wir alles herstellen, was im und am Auto leuchtet. Die verschiedenen Komponenten entstehen mit Hilfe moderner Technologien in Kunststoffspritz-, Bedampfungs- und Lackierverfahren. Fertig montiert verlassen täglich 100000 Leuchten, meist für PKWs das Werk.
Als Folge der weltweiten Finanzkrise mussten auch die Eisenacher Beschäftigten der Truck-Lite-Europe mit starken Umsatzrückgängen kämpfen. Die Absatzkrise der Automobilbranche traf die Zulieferindustrie besonders hart, es kam zu betriebsbedingten Entlassungen, die Belegschaft schrumpfte im Jahr 2007 auf 350 Mitarbeiter, die beiden Geschäftsführer Stefan Kaiser und Jens Arnold wurden abgelöst. Noch im Jahr 2006 erzielte Trucklite einen Gesamtumsatz von 465 Millionen US-Dollar, darin enthalten sind 85 Millionen US-Dollar aus dem ehemaligen FER-Firmenverbund. Im Januar 2007 übernahm Dr. Christof Traidl, der seit 2006 als Unternehmensberater mit der FER-Geschäftsleitung zusammengearbeitet hatte, die Führung des Unternehmens.
Am 1. Mai 2008 wurde das Industrieunternehmen FER Fahrzeugelektrik GmbH mit seinen Standorten in Deutschland, Mexiko, Weißrussland und Polen in Truck-Lite-Europe umbenannt. Die Produkte werden weiterhin unter dem Markenzeichen FER hergestellt und verkauft.
Als Geschäftsführer wurde 2010 Stephan Pfingsten berufen. Dieser setzte neue Schwerpunkte, das vergrößerte Entwickler-Team nutzte neueste Produkttechnologien und rationellere Fertigungstechniken, beispielsweise durch Einsatz von Hochleistungs-LEDs, und im Innenleuchtenbereich für Hochpreis-Fahrzeuge (z. B. Porsche). Mit den neuen Produkten und der erfolgreichen Zertifizierung nach ISO/TS 16949 gelang es, bei den Hauptabnehmern als A-Lieferant eingestuft zu werden.
Zu seinem Antrittsbesuch in Thüringen traf der neu ernannte Botschafter der Vereinigten Staaten in der Bundesrepublik Deutschland, Phil Murphy am 7. Oktober 2010 in Eisenach in Begleitung der amerikanischen Generalkonsulin Kathrine Bruckner ein und besuchte in Begleitung des Opel-Direktors Nick Reilly das Eisenacher Opelwerk, die Altstadt von Eisenach und das Truck-Lite-Werk in Eisenach-Stockhausen.
Seit 2017 firmiert die Truck-Lite Europe GmbH, nach Beschluss der Gesellschafterversammlung vom 1. November 2017, unter "REBO Lighting & Electronics GmbH" (Quelle: HRB 400313 vom 3. November 2017).